# Hualong One

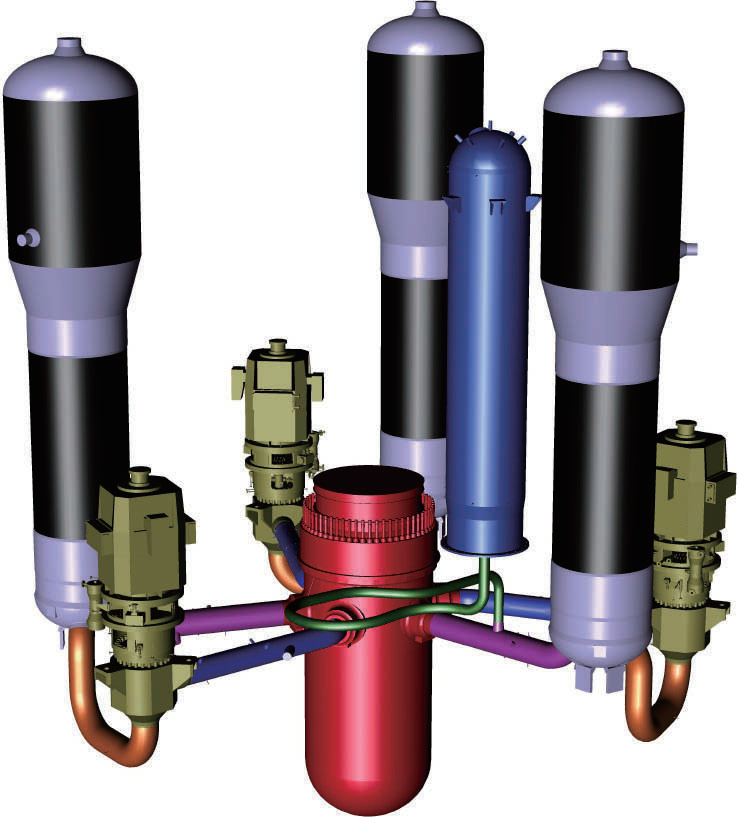
Primärkühlkreislauf des Hualong One: Reaktordruckgefäß (rot), Druckhalter (blau), 3 Dampferzeuger (lila) mit zugehörigen Pumpen (oliv)

Hualong One (chinesisch 华龙一号, Pinyin Huálóng yī hào – „Chinesischer Drache Nummer eins“), auch als HPR1000 bezeichnet, ist eine chinesische Baureihe von Kernreaktoren. Es ist ein Druckwasserreaktor mit einer Nettoleistung von 1000 MW, der ursprünglich vom 3-Loop-Framatome-Design M310 abstammt, einen Entwicklungsschritt zum CPR-1000 machte und dann mit aktiven und passiven Sicherheitsmerkmalen zu einem Reaktor der Generation III weiterentwickelt wurde.

## Geschichte
China National Nuclear Corporation (CNNC) und China General Nuclear Power Group (CGN) entwickelten ähnliche Reaktorkonzepte, die auf der französischen CPY-Baureihe aufsetzten. CNNC hat seine Wurzeln als Ministerium für Nuklearindustrie und war für die Anfangsphase der militärischen und zivilen Kernenergienutzung in China zuständig, bevor 1988 daraus CNNC wurde. Im Kernkraftwerk Qinshan wurden Reaktoren der CNP-Reihe erprobt, der letzte Schritt ging in Richtung ACP1000. CGN wurde als Importeur französischer Kernkrafttechnik im KKW Daya Wan/Ling’ao groß. Die Weiterentwicklung des CPR1000 zum ACPR1000 umfasste ein doppelschaliges Containment und einen Core-Catcher.
Chinas NEA (Nationale Energie-Administration) wies die beiden Firmen 2011 an, ihre jeweiligen Entwicklungen in Richtung Generation-3-Reaktoren zusammenzulegen. Beide Konzepte waren recht ähnlich, unterschieden sich aber z. B. im Reaktorkern, der eine unterschiedliche Anzahl und verschieden lange Brennelemente aufwies. Ergebnis ist die Hualong One-Entwicklung, bei der man sich auf das CNNC-Konzept bezüglich des Kerns einigte, aber z. B. kleinere Unterschiede bei den Sicherheitsmaßnahmen zuließ. So war die CNNC-Entwicklung vom Westinghouse AP1000 Modell beeinflusst und CGN machte Anlehnungen an Arevas EPR. Im Dezember 2015 gründeten CNNC und CGN ein Joint Venture, die Hualong International Nuclear Power Technology Co, um das Hualong One Design international zu vermarkten.

## Technische Daten

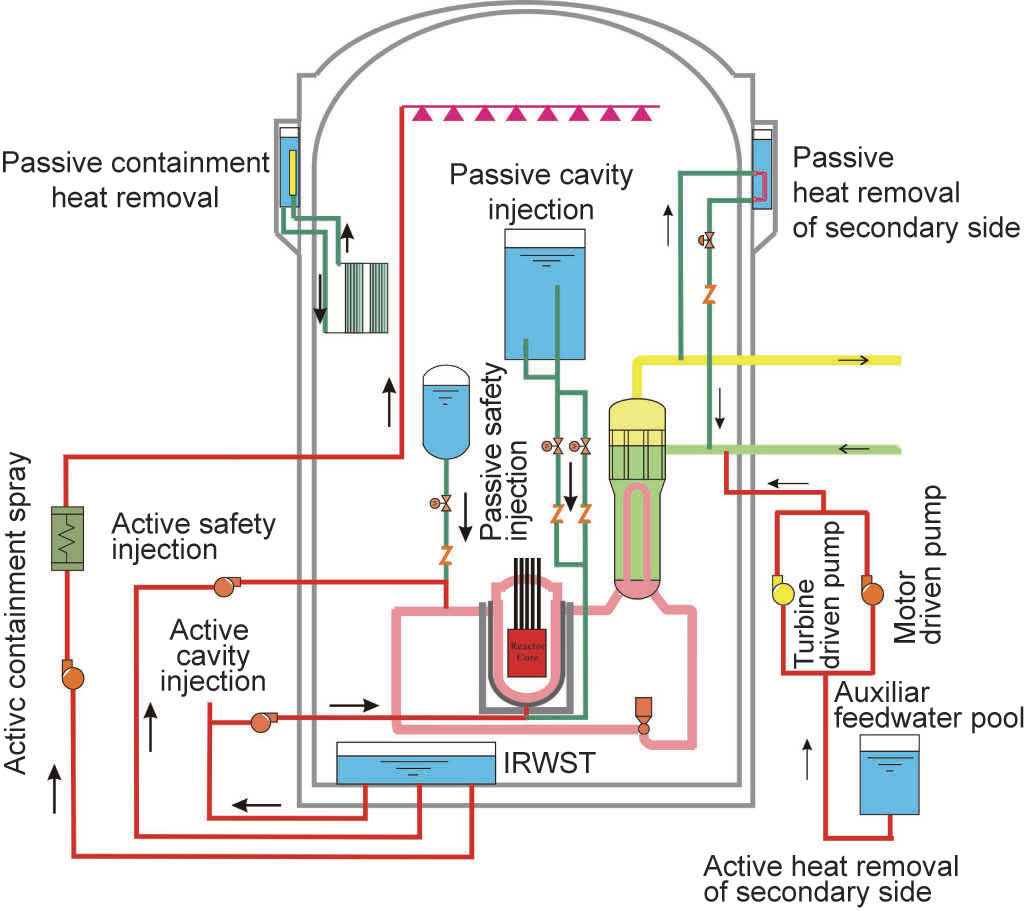
Aktive (rot) und passive (grün) Kühlsysteme im Hualong One Reaktor zur Beherrschung von Störfällen

Der Kernreaktor hat eine thermische Leistung von 3050 MW, bei 177 Brennelementen. Er hat einen elektrischen Wirkungsgrad von ca. 36 %, so dass sich eine Nettoleistung von rund 1090 MW ergibt. Das Kraftwerk ist sowohl für die Grundlast wie auch den Lastfolgebetrieb geeignet und wurde auf eine Lebensdauer von 60 Jahren ausgelegt. Der Zyklus zum Brennelementwechsel liegt bei 18 Monaten.
Der Reaktor soll Erdbeben mit einer Beschleunigung von bis zu 0,3 g überstehen und ist mit einem doppelten Containment zum Schutz vor Flugzeugabstürzen ausgerüstet. Damit größere Störfälle nicht eskalieren, ist das Kraftwerk mit einer Kombination von aktiven und passiven Mechanismen zur Wärmeabfuhr ausgestattet, die es erlauben, dass die Betriebsmannschaft bis zu 30 min nicht direkt intervenieren muss und das Kraftwerk bis zu 3 Tage (72 h) ohne Hilfe von außen überstehen kann.
Zielkosten für die Errichtung im Heimatmarkt China sind 2800–3000 USD/kW, obwohl Schätzungen bis 3500 USD/kW reichen. Nach Aussage von CGN betragen die spezifischen Investitionsausgaben (CAPEX) einer Serienkonstruktion 17.000 CNY/kW (2650 USD/kW) – verglichen mit 13.000 CNY/kW (2030 USD/kW) für Reaktoren der zweiten Generation.

## Standorte
In China wurde der Hualong One zuerst am KKW Fuqing (Block 5 und 6) und am KKW Fangchenggang (Block 3 und 4) realisiert, der Baubeginn für den ersten Block war Mai 2015. Der Hot-Test wurde im März 2020 absolviert. Je zwei weitere Hualong One sind für die neuen KKW Zhangzhou (Block 1, Baubeginn Oktober 2019, Block 2, September 2020), Huizhou Taipingling (Block 1, Baubeginn Dezember 2019, Block 2, Oktober 2020) vorgesehen, sowie für die KKW Changjiang (Block 3 und 4) und San’ao (Block 1 und 2). Ebenfalls in Bau befinden sich die Blöcke 5 und 6 im KKW Lufeng 5–6 (Guangdong); der offizielle Baubeginn für Lufeng 5 war September 2022, der für Lufeng 6 im August 2023.
| Bezeichnung     | Provinz     | Netto- leistung | Brutto- leistung | Reaktor- model (Typ) | Status     | Baubeginn                                       | kommerzielle Inbetriebnahme |
| --------------- | ----------- | --------------- | ---------------- | -------------------- | ---------- | ----------------------------------------------- | --------------------------- |
| Changjiang 3    | Hainan      | 1.000 MW        | 1.197 MW         | Hualong-1 (PWR)      | in Bau     | 2021-03-31                                      |                             |
| Changjiang 4    | Hainan      | 1.000 MW        | 1.200 MW         | Hualong-1 (PWR)      | in Bau     | 2021-12-28                                      |                             |
| Fangchenggang 3 | Guangxi     | 1.000 MW        | 1.180 MW         | Hualong-1 (PWR)      | in Betrieb | 2015-12-24                                      | 2023-03-25                  |
| Fangchenggang 4 | Guangxi     | 1.000 MW        | 1.180 MW         | Hualong-1 (PWR)      | in Betrieb | 2016-12-23                                      | 2024-05-25                  |
| Fuqing 5        | Fujian      | 1.075 MW        | 1.150 MW         | Hualong-1 (PWR)      | in Betrieb | 2015-05-07                                      | 2021-01-30                  |
| Fuqing 6        | Fujian      | 1.075 MW        | 1.150 MW         | Hualong-1 (PWR)      | in Betrieb | 2015-12-22                                      | 2022-03-25                  |
| Jinqimen 1      | Zhejiang    |                 |                  | Hualong-1 (PWR)      | genehmigt  |                                                 |                             |
| Jinqimen 2      | Zhejiang    |                 |                  | Hualong-1 (PWR)      | genehmigt  |                                                 |                             |
| Lufeng 5        | Guangdong   | 1.116 MW        | 1.200 MW         | Hualong-1 (PWR)      | in Bau     | 2022-09-09                                      |                             |
| Lufeng 6        | Guangdong   | 1.116 MW        | 1.200 MW         | Hualong-1 (PWR)      | in Bau     | 2023-08-26                                      |                             |
| Ningde 5        | Fujian      | 1.100 MW        | 1.200 MW         | Hualong-1 (PWR)      | in Bau     | 2024-07-28                                      |                             |
| Ningde 6        | Fujian      |                 |                  | Hualong-1 (PWR)      | genehmigt  |                                                 |                             |
| San'ao 1        | Zhejiang    | 1.117 MW        | 1.210 MW         | Hualong-1 (PWR)      | in Bau     | 2020-12-31                                      |                             |
| San'ao 2        | Zhejiang    | 1.117 MW        | 1.210 MW         | Hualong-1 (PWR)      | in Bau     | 2021-12-30                                      |                             |
| San'ao 3        | Zhejiang    |                 |                  | Hualong-1 (PWR)      | genehmigt  |                                                 |                             |
| San'ao 4        | Zhejiang    |                 |                  | Hualong-1 (PWR)      | genehmigt  |                                                 |                             |
| Shidaowan 1     | Shandong    | 1.100 MW        | 1.200 MW         | Hualong-1 (PWR)      | in Bau     | 2024-07-28                                      |                             |
| Shidaowan 2     | Shandong    |                 |                  | Hualong-1 (PWR)      | genehmigt  |                                                 |                             |
| Taipingling 1   | Guangdong   | 1.116 MW        | 1.200 MW         | Hualong-1 (PWR)      | in Bau     | 2019-12-26                                      |                             |
| Taipingling 2   | Guangdong   | 1.116 MW        | 1.202 MW         | Hualong-1 (PWR)      | in Bau     | 2020-10-15                                      |                             |
| Taipingling 3   | Guangdong   |                 |                  | Hualong-1 (PWR)      | genehmigt  |                                                 |                             |
| Taipingling 4   | Guangdong   |                 |                  | Hualong-1 (PWR)      | genehmigt  |                                                 |                             |
| Xuwei 1         | Jiangsu     |                 |                  | Hualong-1 (PWR)      | genehmigt  |                                                 |                             |
| Xuwei 2         | Jiangsu     |                 |                  | Hualong-1 (PWR)      | genehmigt  |                                                 |                             |
| Zhangzhou 1     | Fujian      | 1.126 MW        | 1.212 MW         | Hualong-1 (PWR)      | In Bau     | 2019-10-16                                      |                             |
| Zhangzhou 2     | Fujian      | 1.126 MW        | 1.212 MW         | Hualong-1 (PWR)      | in Bau     | 2020-09-04                                      |                             |
| Zhangzhou 3     | Fujian      | 1.100 MW        | 1.200 MW         | Hualong-1 (PWR)      | in Bau     | 2024-02-22                                      |                             |
| Zhangzhou 4     | Fujian      |                 |                  | Hualong-1 (PWR)      | genehmigt  |                                                 |                             |
| Zhaoyuan 1      | Shandong    |                 |                  | Hualong-1 (PWR)      | genehmigt  |                                                 |                             |
| Zhaoyuan 2      | Shandong    |                 |                  | Hualong-1 (PWR)      | genehmigt  |                                                 |                             |
| Karatschi 2     | Pakistan    | 1.017 MW        | 1.100 MW         | Hualong-1 (PWR)      | in Betrieb | 2015-08-20                                      | 2021-05-21                  |
| Karatschi 3     | Pakistan    | 1.017 MW        | 1.100 MW         | Hualong-1 (PWR)      | in Betrieb | 2016-05-31                                      | 2022-04-18                  |
| Chashma 5       | Pakistan    |                 |                  | Hualong-1 (PWR)      | in Bau     | 2023-07-14 (Ground-breaking ceremony)           |                             |
| Atucha 3        | Argentinien |                 |                  | Hualong-1 (PWR)      | in Planung | geplant 2022, bis Stand Mai 2024 kein Baubeginn |                             |

Vom Staatsrat genehmigt wurden bereits Zhangzhou 3–4 (Fujian) 09.22, Ningde 5–6 (Fujian) 07.23, Shidaowan 1–2 (Shandong) 07.23, Jinqimen 1–2 (Zhejiang) 12.23, Taipingling 3–4 (Guangdong) 12.23, San'ao 3–4 (Zhejiang) 08.24 und Xuwei 1–2 (Jiangsu) 08.24.
In näherer Planung befinden sich drei Projekte mit Hualong One Blöcken: Fangchenggang 5–6 (Guangxi) und Taishan 3–4 (Guangdong) und Zhuanghe 1–2 (Liaoning). Die Standorte San'Ao, Taipingling und Zangzhou sollen im Endausbau jeweils sechs Hualong One Blöcke umfassen. Darüber hinaus sind mehrere neue Standorte und der Ausbau alter Standorte mit Hualong One Blöcken im Gespräch: Nanchong 1–4 (Sichuan), Cangzhou 1–2 (Hebei), Xinyang 1–4 (Henan), Changde 1–4 (Hunan) und Sanmen 5–6 (Zhejiang).
Der Reaktortyp wird als HPR-1000 auch exportiert. In Pakistan sind zwei Blöcke im KKW Karatschi in Betrieb, ein Block im KKW Chashma ist in Bau. Mit Argentinien wurde im Februar 2022 ein Vertrag zur Errichtung eines Blockes im KKW Atucha abgeschlossen und ein Projekt in Bradwell, Essex in Großbritannien ist im Gespräch, der Reaktortyp bekam bereits eine Zulassung.

## Hualong Two
Im April 2021 kündigte CNNC eine weiterentwickelte und vereinfachte Version des Hualong one an, die die spezifischen Baukosten (CAPEX) um etwa ein Viertel von 17000 CN¥ (2600 $) pro kW auf 13000 CN¥ (2000 $) pro kW bringen und die Bauzeit von fünf auf vier Jahre verkürzen soll. CNNC rechnet mit 2024 als Baubeginn einer ersten Realisierung.